# The Boondocks
The Boondocks é uma série de animação estadunidense criada por Aaron McGruder para o bloco de programação Adult Swim do Cartoon Network da Turner Broadcasting System, baseados nos quadrinhos de McGruder de mesmo nome. The Boondocks é uma sátira social da cultura estadunidense, que aborda temas complexos como o racismo e classe social, e tem com foco narrativo a família Freeman, composta por Huey o mais velho, de dez anos, seu irmão mais novo  Riley de oito anos de idade, e o seu avô  Robert. A série é produzida por Rebel Base em associação com Sony Pictures Television e terminou de arejar sua segunda temporada no Adult Swim estadunidense. Terceira temporada está atualmente em produção,The Boondocks tem lugar no mesmo local e prazo como o seu homólogo de quadrinhos. A família Freeman, tendo recentemente se mudado de South Side, Chicago, para o subúrbio, pacífico e ficcional de Woodcrest, Illinois (compare Crestwood) e encontrar diferentes maneiras de lidar com essa mudança aguda no estabelecimento, bem como as culturas radicalmente diferentes e estilos de vida suburbana a que estão expostos. A perspectiva oferecida por esta mistura de culturas, estilos de vida, e raças prevê muito da comédia desta série.
A série estreou como TV-MA nos Estados Unidos em 6 de novembro de 2005. Os 15 episódios da primeira temporada terminaram em 19 de março de 2006. A segunda temporada estreou em 8 de outubro de 2007 e era, segundo a página de McGruder do My Space, aos 13 episódios, no entanto, 15 episódios foram criados. Segundo seu site, afirma Aaron McGruder que uma terceira temporada está atualmente em produção, deve ir ao ar no início de 2010.

## Origens & Produção
The Boondocks começou a sua vida como uma história em quadrinhos em The Diamondback, o jornal estudantil à alma mater de McGruder na Universidade de Maryland. A tira mais tarde encontrou o caminho para a revista The Source. Na sequência destas corridas, McGruder começou simultaneamente o pitching de The Boondocks tanto como uma tira de quadrinhos e sindicados como uma série animada de televisão. A meta anterior foi atendida primeira, e The Boondocks estreou nos jornais em abril de 1999.
Entretanto, o desenvolvimento de uma série de TV Boondocks continuou. McGruder e o produtor de filmes / diretor Reginald Hudlin, criaram um piloto de Boondocks para a  FOX, mas encontrou grandes dificuldades em fazer a série aceitável para uma rede de televisão. Hudlin deixou o projeto depois que o negócio com a FOX caiu completamente, embora McGruder e Sony Television está contratualmente obrigada à continuar à creditá-lo como um produtor executivo.
A música tema de abertura utizada na série (ligeiramente remixada para a segunda temporada) é realizada pelo artista de hip-hop Asheru.
A série tem uma ligação frouxa com a continuidade da história em quadrinhos, embora durante o último ano da história em quadrinhos McGruder fez questão de tentar sincronizar os dois. Ele introduziu Uncle Ruckus na tira, e a versão em quadrinhos do cabelo do Riley foi trançado em cornrows para combinar com o design do personagem na série.
Embora todo o trabalho de artista que tinha ocorrido no estúdio do programa, Adelaide Productions em Culver City, a animação com estilo de anime foi feita pelo estúdio sul-coreano MOI Animation como a história era em quadrinhos, a mostra é influenciada pelo amor de McGruder no universo da animação japonesa. Ele cita Cowboy Bebop e Samurai Champloo como fontes de inspiração para as cenas de luta. A sequência de abertura da 1 temporada também é muito semelhante ao de Samurai Champloo. é por causa dos movimentos dos personagens estilo anime. As características da segunda temporada é que ela foi animada pela Madhouse, um estúdio de animação japonês. Como resultado, a animação da segunda temporada da série tem mais detalhes, bem como menor atualizações para a maioria dos projetos.
Durante a primeira temporada da série, McGruder colocou a faixa em um hiato de seis meses, com início em março de 2005. Ele não voltou a faixa de novembro seguinte, e o sindicato da tira, a Universal Press Syndicate, anunciou que tinha sido cancelado.

## Personagens
Huey Freeman é o narrador da série (com raras exceções). Ele é um garoto de dez anos, inteligente que é retratado como a voz da razão e um porta-voz para o Afrocentrismo contemporâneo. No entanto, ele está constantemente a ser intimidado verbalmente e, geralmente, ridicularizado por seu avô e seu irmão Riley, que nem as suas crenças partilha. Enquanto Huey faz questão de experimentar e apoiar causas negras, ele é abertamente desdenhoso da cultura pop negra que popularizou nos meios de comunicação para glamorização, extravagança supérfluo e ignorância. Ele raramente sorri.
Riley Freeman Huey o irmão mais velho sofre e tem problemas com o seu de oito anos. Ao contrário de seu irmão, Riley é fortemente influênciado pela cultura gangsta rap e da cultura pop negra. Embora ele é de outra maneira inteligente e artística, mantém a lealdade à essas causas, mesmo em face do desastre iminente. A maior parte dos episódios da série em foco nas desventuras de Riley (a maioria dos quais são alimentados por seu amor pelo gangsta rap e do desejo de imitar personagens de rua em outros meios de comunicação), ou as suas aventuras envolvendo vários esquemas envolvendo seu avô.
Robert Freeman também conhecido por Vovô, é o avô e tutor legal de Huey e Riley. Enquanto ele ama seus dois netos, às vezes fica fora de forma dobrada, em resposta aos regimes constantes, e desventuras com os comentários do que os dois podem proporcionar na vida. Robert se não é estranho a sua estranheza, ele é ansioso por perseguições e com o namoro ele é invariavelmente perfeito em atrair mulheres estranhas ou perigosas.

## Recepção
Em janeiro de 2006, The Boondocks foi nomeado para Melhor Série de Comédia no 37 NAACP Image Award, ao lado de The Bernie Mac Show, e os vencedores Everybody Hates Chris, Girlfriends, e Half & Half. Para o episódio "Return of the King", o show ganhou um prêmio Peabody, do Peabody Institute em 2006. A partir de 18 de novembro de 2007, The Boondocks tem um índice de 72% sobre o Metacritic, com base em 21 resenhas.

## Controvérsia
McGruder defendeu o uso da mostra da palavra "nigga", argumentando que o uso em larga escala da palavra fornece ao show um nível de realismo, devido ao fato de que o termo é comumente utilizado nas conversas diárias de muitos afro-americanos.
Em 2006, o reverendo Al Sharpton protestou no dia de  Martin Luther King, a utilização da palavra "nigger" no episódio "Return of the King". Sharpton sentiu que desfigurou o nome de King, e pediu um pedido de desculpas dos produtores da série. A controvérsia foi posteriormente referenciada no gibi cinco vezes e no episódio de TV "The Block is Hot" sob a forma de um anúncio de rádio de manhã.
De acordo com um artigo no jornal The Washington Post, as referências à Rosa Parks foram retiradas de uma série de episódios concluindo no prazo de uma semana de sua morte. No segundo episódio, "The Trial of R. Kelly", Parks foi originalmente fora do tribunal protestando Kelly quando ela foi atingida com um grande pedaço de frango frito. A cena aparece como uma cena deletada de uma temporada em DVD. Ela não deixa de ser vista, não identificada, no final do episódio à ser abraçada com entusiasmo pela mulher que à agrediu com o frango frito.
Durante a segunda temporada de The Boondocks, dois episódios foram proibidos de aeração, sem qualquer palavra oficial da rede. Originalmente programado para o ar em 16 de novembro e 17 de novembro "The Hunger Strike" e "The Uncle Ruckus Reality Show" foram ambos fortemente crítica da  BET. Um clipe exclusivo de "The Hunger Strike" foi dado à HipHopDX.com no final de janeiro de 2008, antes de ambos os episódios foram incluídos na íntegra na 2 Temporada do lançamento do DVD no verão. Uma fonte próxima anônima para o show contou à HipHopDX.com que ouviram uma APOSTA que tinha sido pressionada a Sony (estúdio por trás de The Boondocks) de proibir os episódios e ameaçou tomar medidas legais. No entanto, Cartoon Network declarou publicamente que "...nem a Turner nem o Adult Swim, foram conectados pela BET, Sra. Lee ou Sr. Hudlin".
Apesar dessa controvérsia, a mostra ganhou elogios dos críticos. O crítico Jeffrey M. Anderson, do  San Francisco Examiner, disse: "Cada episódio é muito bem trabalhado, com um olho na exuberante, visual, sombria e pulsante, jazz, como o ritmo ... o show é quase sempre engraçado, sempre brilhante, e, melhor de tudo, compulsivamente assistivél". Ele foi nomeado o 94a melhor série animada pela IGN, que o descrevem como um olhar afiado satírico na sociedade estadunidense.

## Rede
The Boondocks vai ao ar no Adult Swim, nos Estados Unidos e Teletoon no Canadá. A Segunda temporada foi exibida no The Comedy Channel (rede de TV paga), na Austrália. A Sony Entertainment Television transmite o show na África do Sul (também Brasil) em DSTV.

## Ver Também
- The Boondocks (Quadrinhos)

## Ligações Externas
- Site oficial de The Boondocks (inglês)
- Blog de The Boondocks (inglês)
- Página de The Boondocks no Adult Swim (inglês)
- A base de The Boondocks (inglês)
- Página de The Boondocks na Sony